# هولغر بورنر

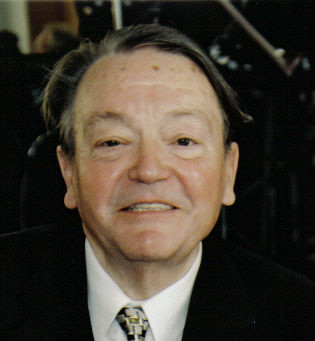
هولغر بورنر عام 2001.

هولغر بورنر (بالألمانية: Holger Börner) (7 فبراير 1931 في كاسل - 2 أغسطس 2006 في كاسل)، كان سياسي ألماني ينتمي إلى الحزب الديمقراطي الاجتماعي الألماني (SPD). من عام 1967 إلى عام 1972 شغل منصب وزير الدولة البرلماني لدى الوزارة الاتحادية للنقل (من عام 1969 لدى الوزارة الاتحادية للنقل والبريد والاتصالات السلكية واللاسلكية) ومن 1976 إلى 1987 رئيس وزراء ولاية هسن ‏.

## روابط خارجية
- هولغر بورنر على موقع مونزينجر (الألمانية)
- هولغر بورنر على موقع ميوزك برينز (الإنجليزية)
- هولغر بورنر على موقع ديسكوغز (الإنجليزية)